# 가메다케촌 (나가사키현)
가메다케촌(亀岳村)은 나가사키현 니시소노기 반도에 있던 촌이며, 니시소노기군에 속해있었다. 현재의 사이카이시에 해당한다.

## 지리
니시소노기 반도의  동부에 위치하며, 북쪽에서 동쪽 해안선을 오무라만과 접하고 있다.

## 역사
- 1889년 4월 1일 - 정촌제 시행에 의해 니시소노기군 가메다케촌이 성립하였다.
- 1961년 6월 29일 - 오구시촌과 합병해 세이히촌이 성립하여, 가메다케촌은 소멸하였다.

## 참고문헌
- 角川日本地名大辞典 42 長崎県
- 西彼杵郡現勢一班「龜岳村現勢内容」（1926年）国立国会図書館デジタルコレクション